# جوزيف دعبول
جوزيف دعبول (1959-2021) شاعر ومدقق لغوي لبناني ولد في قضاء عكار شمالي لبنان، حصل على إجازة في الأدب العربي من الجامعة اللبنانية، بدأ مسيرته في التعليم ثم أنتقل إلى العمل الصحافي. عمل مدققاً لغوياً في صحيفة مجلة «المسيرة» وبعدها في جريدة «الحياة» اللندنية، وبعد إقفالها بسبب مشاكل مادية، انتقل للعمل في «اندبندنت عربية» عام 2019 ليعمل في المجال نفسه. توفي إثر أصابته بفيروس كورونا.

## شعره
قضى دعبول حياته بين الكتب والمجلات، ولذلك حين قرّر مشاركة القراء تجربته الشعرية، كانت مختلفة وأنيقة فهو يكتب قصيدة النثر بصفتها كتلة واحدة، وقصيدة النثر الأخرى الموزعة أسطراً مثل الشعر الحر. إنّها لغة ثائرة يتحـــرّر فيها دعبول من كلّ القـــواعد والأنماط والأساليب التي طوّقــــت الشعر ومنهجته. كتب عن الحب بطريقة سحرية، وتخيّل حياة وعاشها، بعيداً عن واقعه المرير، ورسم بمفرداته حرية بلا عادات أو تقاليد، كما وجّه الراحل التحية في عددٍ من قصائده إلى مقاومة كوباني ضد تنظيم "داعش"، ومقاومة "قوات سوريا الديمقراطية" ضد الجيش التركي خلال الاجتياح التركي لعفرين قبل نحو ثلاثة أعوام. كما كتبَ قصيدةً مطوّلة عن بارين كوباني، المقاتلة الكردية التي شوّه جثمانها من قبل مقاتلين أتراك خلال محاولة أنقرة السيطرة على عفرين، مُستنكراً فيها وحشية الجماعات السورية المسلحة الموالية لأنقرة. تأثر بالفيلسوف الألماني نيتشه، ونصح بقراءة كتب الأساطير عامةً وإنزال محمولها على ما نعتقده اليوم، قال عن المقارنة بين المكتبة والأنترنت: "المكتبة بحر من ورق والإنترنت بحر من ضوء، وأنا أحبّ الغوص فيهما معاً لأنهما مصدران واسعان للعلم والمعرفة.

## دواوينه
- «الأخبل»، دار النهضة العربية.[1]
- «البحر وردة الرؤيا»، دار النهضة العربية.[8]
- «ألهو بوريقاتي»، دار الف ليلة وليلة، ترجم للفارسية.[9]